# Nuclear Blast
Nuclear Blast es un sello discográfico y distribuidor por correo con sedes en Alemania, Estados Unidos, Brasil, Chile, y Uruguay. La compañía fue fundada en 1987 por Markus Staiger en Alemania. Inicialmente distribuía álbumes de música hardcore punk, pero pronto amplió su catálogo a varios derivados del heavy metal.

## Música
Inicialmente, Nuclear Blast se concentró en grabaciones de hardcore punk, con bandas como Agnostic Front o Attitude. Hacia la década de 1990 se desplazó hacia el heavy metal y sus variantes. En su formación actual destacan artistas y bandas como Nightwish, Luca Turilli's Rhapsody y Turilli / Lione Rhapsody, Dimmu Borgir, Therion, Blind Guardian, Eluveitie, Immortal e Hypocrisy.
Dentro de su catálogo también se pueden encontrar álbumes recopilatorios, entre los que destacan Death Is Just the Beginning; también la banda sonora de la película Alone in the Dark de 2005; y los álbumes conmemorativos del 20° aniversario del sello: Nuclear Blast All-Stars: Into the Light y Nuclear Blast All Stars: Out of the Dark.

## Historia
La discográfica fue fundada en 1987, luego de un viaje a de su creador, Markus Staiger, a Estados Unidos para presenciar un concierto de su banda favorita BL'AST!. El primer lanzamiento del sello fue una recopilación en vinilo titulada Senseless Death (número de catálogo NB 001) que reunía bandas hardcore americanas como Attitude, Sacred Denial y Impulse Manslaughter, editado en dos versiones limitadas a 1000 y 2000 copias cada una.
Nuclear Blast comenzó a firmar con bandas de grindcore cuando Staiger descubrió a la banda de Las Vegas Righteous Pigs. Le siguieron lanzamientos de Atrocity, Master e Íncubus (ahora Opprobium). Este giro hacia el grindcore consiguió para la discográfica la atención mundial.[cita requerida]
A principios de la década de los noventa y debido a la popularidad del black metal en la escena underground europea, la compañía firmó con varias bandas afines, entre las que se encuentran Dimmu Borgir y Dissection; también firmando con Amorphis y Therion quienes proponían un estilo diferente al conocido. Para fines de la misma década, comenzaron a unirse al sello bandas de power metal, como Hammerfall y Helloween. Sumándose en los años posteriores Sonata Arctica, Stratovarius y Blind Guardian.
La banda sueca Meshuggah fueron los primeros en la historia de la discográfica en entrar a la lista de éxitos Billboard 200, con el puesto n.° 165 gracias a su disco de 2002, Nothing. Meshuggah también fueron los primeros artistas de Nuclear Blast en ser reseñados por la revista Rolling Stone.
En 2004, gracias al disco Once de la banda de metal sinfónico Nightwish, la discográfica ganó su primer disco de platino y ascendió hasta los primeros puestos de las listas de éxitos de países como Finlandia, Alemania, Noruega, Grecia, Suecia y Austria. También fue el primer disco de la compañía en llegar al primer lugar en los rankings alemanes. El disco de 2015, Repentless, de la banda de thrash metal Slayer, alcanzó el puesto número 4 en las listas norteamericanas, siendo el puesto más alto para un álbum lanzado por la discográfica en ese territorio.

## Listado de artistas[6]
| - Accept - Agnostic Front - All Sall Perish - Amorphis - Arsis - Ashes of Ares - Avantasia - Avatarium - Aversions Crown - As I Lay Dying - Battle Beast - Belphegor - Biohazard - Blackbriar - Black Star Riders - Blind Guardian - Blues Pills - Broken Teeth HC - Brujería - Bullet - Bury Tomorrow - Cadaver - Carcass - Carnifex - Children of Bodom - Chrome Division - Control Denied - Corrosion of Conformity - Cradle of Filth - Cryptopsy - Danzig - Death - Death Angel - DeathStars - Decapitated - Decrepit Birth - Demonaz - Despised Icon - Destruction - Devilment - Devil You Know - Diablo Boulevard - Dimmu Borgir - Discharge - Dissection - Doro | - Edguy - Eluveitie - Enforcer - Enslaved - Epica - Exodus - Fallujah - Fear Factory - Fleshgod Apocalypse - Forbidden - Forever Still - For Today - Free All - Generation Kill - Gentlemans Pistols - Ghost Bath - Grand Magus - Graveyard - Hatebreed - Hammerfall - Heathen - Helloween - Hypocrisy - Inmolation - Immortal - Kadavar - Kataklysm - Killer be Killed - Korpiklaani - Kreator - Lancer - Lock Up - Lost Society - Machine Head - Madball - Mantar - Marilyn Manson - MaYan - Melechesh - Memoriam - Meshuggah - Metal Allegiance | - Mnemic - Municipal Waste - Nails - Nightwish - Nile - Opeth - Orchid - Origin - Overkill - Pain - Paradise Lost - Pelander - Possessed - Pristine - ReVamp - Rhapsody - Ricky Warwick - Rings of Saturn - Rise Of The Northstar - Rob Zombie - Sabaton - Satyricon - Scar Symmetry - Scorpion Child - Sepultura - Slayer - Soilwork - Sonata Arctica - Soulfly - Speaking the King's - Suffocation - Suicide Silence - Surgical Meth Machine - Surrounded By Monsters - Sylosis - Symphony X - Tax the Heat - Testament - Textures - The 69 Eyes - The Exploited - Therion - The Vintage Caravan | - Threshold - Thy Art Is Murder - Tuomas Holopainen - Twilight Force - Unleashed - Vader - Vibrion - While Heaven Wept - Wintersun - Witchcraft - Within Temptation - Wolf Hoffmann - World Under Blood - Zmegmaz |